# Ann Sothern

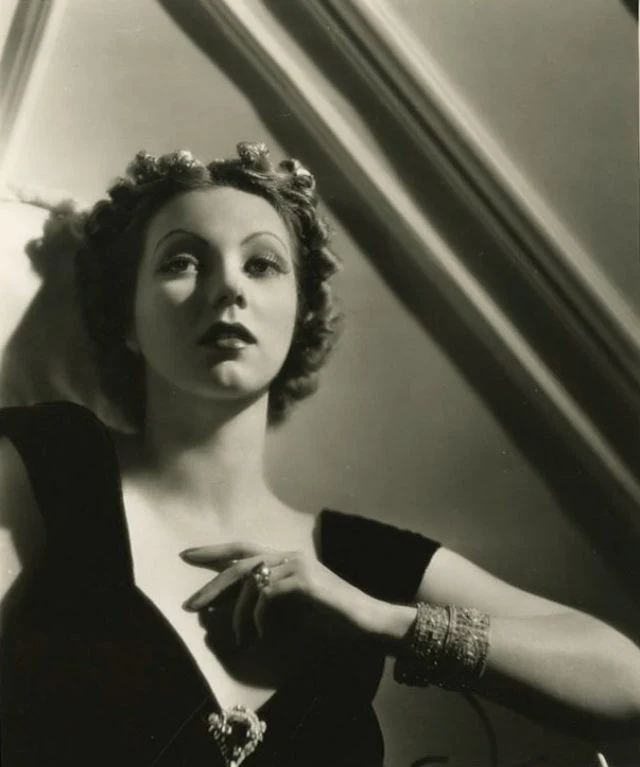
Ann Sothern (1930er-Jahre)

Ann Sothern (eigentlich Harriette Arlene Lake; *  22. Januar 1909 in Valley City, North Dakota; † 15. März 2001 in Ketchum, Idaho) war eine US-amerikanische Schauspielerin. 

## Leben
Ann Sothern wurde als Enkelin des bedeutenden Maschinenbau-Ingenieurs Simon Lake geboren. Nach einer Ausbildung als Sängerin durch ihre Mutter, die Sopranistin war, machte Sothern nach einiger Zeit am Theater in New York ihr Debüt im Film gegen Ende der Stummfilmzeit. Sie spielte etliche Statisten- und kleine Nebenrollen, war jedoch unzufrieden mit ihrer Karriere und kehrte an den Broadway zurück, wo sie einige Erfolge hatte. Sie kehrte 1933 zurück nach Hollywood und entwickelte sich bei RKO und Columbia Pictures zum beliebten Starlet in zahlreichen B-Filmen. 
Ihr großer Durchbruch kam mit dem Wechsel zu MGM Ende der 1930er-Jahre, wo sie als etwas naive, aber herzliche Blondine in der Serie Maisie, die insgesamt zehn Filme umfasste, sehr populär wurde. Gelegentlich gab ihr das Studio auch gehaltvolle Rollen, so in den Musicals Lady Be Good und Panama Hattie. Eine ihrer besten Darstellungen bot sie in dem Streifen Cry Havoc, der die dramatischen Leiden von Rotkreuzkrankenschwestern im Pazifik schilderte. Den Höhepunkt ihrer Karriere hatte sie mit Ein Brief an drei Frauen. Kurz danach ging sie zum Fernsehen, wo sie mit Private Secretary und der The Ann Sothern Show große Erfolge feiern konnte. 
Anfang der 1960er-Jahre kehrte sie zurück auf die Leinwand, diesmal wegen ihres zunehmenden Alters als Charakterdarstellerin für etliche Nebenrollen. Sie erhielt 1987 ihre erste und einzige Oscar-Nominierung für ihre Nebenrolle in The Whales of August, der sie neben Lillian Gish, Vincent Price und Bette Davis präsentierte. Whales of August blieb ihr letzter Film.
Sie war von 1936 bis 1943 mit Roger Pryor und von 1943 bis 1949 mit Robert Sterling verheiratet, die Ehen mit den beiden Schauspielern wurden geschieden. Ihre Tochter Tisha Sterling aus der Ehe mit Sterling ist ebenfalls Schauspielerin. Ihren Lebensabend verbrachte Ann Sothern in der Kleinstadt Ketchum, in der sie 2001 mit 92 Jahren an Herzversagen starb. Auf dem Hollywood Walk of Fame ist sie mit zwei Sternen vertreten.

## Filmografie (Auswahl)
- 1930: Whoopee!
- 1930: Madam Satan
- 1934: The Hell Cat
- 1934: The Party’s Over
- 1934: Blind Date
- 1934: Die Millionenerbschaft (Kid Millions)
- 1935: Paradies der Liebe (Folies-Bergere)
- 1935: Eight Bells
- 1935: Hooray for Love
- 1935: The Girl Friend
- 1935: Spiel mit dem Feuer (Grand Exit)
- 1935: Folies Bergère de Paris
- 1936: You May Be Next
- 1936: Hell-Ship Morgan
- 1936: Don’t Gamble with Love
- 1936: My American Wife
- 1936: Walking on Air
- 1936: Smartest Girl in Town
- 1937: Dangerous Number
- 1937: There Goes My Girl
- 1937: Fifty Races to Town
- 1937: Super-Sleuth
- 1937: There Goes the Groom
- 1937: She’s Got Everything
- 1937: Danger – Love at Work
- 1938: Trade Winds
- 1939: Maisie
- 1939: Hotel for Women
- 1939: Fast and Furious
- 1939: Joe and Ethel Turp Call on the President
- 1940: Congo Maisie
- 1940: Orchid, der Gangsterbruder (Brother Orchid)
- 1940: Gold Rush Maisie
- 1940: Dulcy
- 1941: Maisie Was a Lady
- 1941: Ringside Maisie
- 1941: Lady Be Good
- 1942: Maisie Gets Her Man
- 1942: Trubel in Panama (Panama Hattie)
- 1943: Three Hearts for Julia
- 1943: Thousands Cheer
- 1943: Swing Shift Maisie
- 1943: Cry ‚Havoc‘
- 1944: Maisie Goes to Reno
- 1946: Up Goes Maisie
- 1947: Undercover Maisie
- 1948: April Showers
- 1948: Words and Music
- 1949: Ein Brief an drei Frauen (A Letter to Three Wives)
- 1949: The Judge Steps Out
- 1950: Nancy geht nach Rio (Nancy Goes to Rio)
- 1950: Drohende Schatten (Shadow on the Wall)
- 1953: Gardenia – Eine Frau will vergessen (The Blue Gardenia)
- 1964: Der Kandidat (The Best Man)
- 1964: Lady in a Cage
- 1965: Das Vorleben der Sylvia West (Sylvia)
- 1968: Chubasco
- 1973: Mordlust (The Killing Kind)
- 1974: Das Geheimnis der sieben goldenen Nadeln (Golden Needles)
- 1975: Verrückte Mama (Crazy Mama)
- 1978: Der Manitu (The Manitou)
- 1980: The Little Dragons
- 1987: Wale im August (The Whales of August)